# توماس جفرسون
توماس جفرسون (به انگلیسی: Thomas Jefferson) (زاده ۱۳ آوریل ۱۷۴۳ در شهر شِدوِل مستعمره ویرجینیا – درگذشت ۴ ژوئیهٔ ۱۸۲۶)، سیاستمدار و دولتمرد آمریکایی، یکی از متفکران اصلی و از بنیانگذاران آمریکا (برای ترویج ایده‌آل‌های جمهوری‌خواهی در آمریکا)، نویسنده اصلی اعلامیه استقلال ایالات متحده آمریکا بود که از سال ۱۸۰۱ تا ۱۸۰۹ میلادی به‌عنوان سومین رئیس‌جمهور ایالات متحده آمریکا فعالیت می‌کرد.
وی همچنین باستان‌شناس، دیرین‌شناس و نویسنده بود. او دانشگاه ویرجینیا را در سال ۱۸۱۹ میلادی بنیان نهاد.

## زندگی

### تولد و کودکی
توماس جفرسون در ۱۷۴۳ در مستعمره ویرجینیا در آمریکای بریتانیا در خانواده‌ای نزدیک به اشخاص برجسته ویرجینیا به دنیا آمد. وی سومین فرزند از هشت فرزند خانواده بود. مادر وی جین رندولف دختر ایشام رندولف (ناخدای کشتی و گاهی کشاورز) بود. پدر وی پیتر جفرسون از نژاد ویلزی یک نقشه‌بردار، کشاورز و بازرس کشاورزی البه مارله در ویرجینیا بود. زمانی که سرهنگ ویلیام رندولف در ۱۷۴۵ درگذشت پدر توماس وظیفه نگهداری از مزرعه تاکاهو، املاک ویلیام رندولف و پسر خردسال وی توماس مان رندولف را به دست گرفت. همان سال خانواده توماس به تاکاهو تغییر مکان دادند و به مدت هفت سال در آنجا ماندند تا زمانی که به خانه خود در البه مارله بازگشتند تا در آنجا پیتر به مقام کلنلی (مقامی مهم در آن زمان) دست یابد.

### تحصیل
در سال ۱۷۵۲ وی در مدرسه‌ای محلی به مدیریت ویلیام داگلاس تحصیل کرد. وی در سن نه سالگی خواندن به زبان‌های فرانسوی، لاتین و یونانی را آغاز کرد. در سال ۱۷۵۷ زمانی که ۱۴ سال داشت پدرش درگذشت و به وی ۲۰ کیلومتر مربع زمین و تعداد بسیاری برده ارث رسید. وی خانه خود را در آنجا بنا کرد که بعدها با نام مانتیسلو شناخته شد. از ۱۷۵۸ تا ۱۷۶۰ در مدرسه وزیر فرهیخته جمیز مائوری (James Maury) در گوردونزویل ویرجینیا به تحصیل پرداخت. با زندگی با خانواده مائوری از تحصیلات کلاسیک و تاریخ و علوم بهره‌مند شد.
در سال ۱۷۶۰ وی در ۱۶ سالگی وارد کالج ویلیام و مری شد و در آنجا به تحصیل رشته حقوق زیر نظر استاد خود جورج وایت پرداخت و با بالاترین افتخارات فارغ‌التحصیل شد. سپس در دانشکده فلسفه همان دانشگاه، زیر نظر استاد خود ویلیام اسمال به مطالعه ریاضیات، متافیزیک و فلسفه پرداخت. ویلیام اسمال، توماس جفرسون را با نوشته‌های نویسندگان تجربه‌گرای بریتانیا مانند جان لاک، فرانسیس بیکن و آیزاک نیوتن آشنا کرد. توماس جفرسون این سه نفر را «بزرگ‌ترین مردانی که جهان زاییده است» خواند. وی همچنین به نواختن ویولن و خواندن تاسیتوس و هومر روی آورد. وی در سال ۱۷۶۲ با بالاترین نمرات فارغ‌التحصیل شد و در ۱۷۶۷ به هیئت وکلای ویرجینیا پیوست.

### خانواده
در یکم اکتبر ۱۷۶۵ بزرگ‌ترین خواهر وی در سن ۲۵ درگذشت. توماس برای مدتی برای مرگ وی سوگوار بود؛ زیرا خواهر وی، خود نیز روشن‌فکر و همفکر توماس بود. وی هر سال با پرونده‌های قضایی زیادی سر و کار داشت. در ۱۷۷۲ با مارتا ویلز اسکلتون بیوه، ازدواج کرد و او را برای زندگی به یک خانه کوهستانی نیم‌ساخته در مانتیسلو برد.

اعلان استقلال نگاره پر آوازه جان ترامبول (کمیته پنج نفره در حال ارائه لایحه استقلال پیشنهادی خود به کنگره آمریکا)

## زندگی سیاسی

### امور خارجه
توماس جفرسون در سال ۱۷۸۵ و پس از بنجامین فرانکلین به عنوان سفیر آمریکا در پادشاهی فرانسه برگزیده شد. حمایت جفرسون از افزایش اقتدار دولت مرکزی باعث شد تا جرج واشینگتن او را در سال ۱۷۸۹ به عنوان وزیر امور خارجه ایالات متحده آمریکا برگزیند. همدلی او با انقلاب فرانسه منجر به اختلاف با الکساندر همیلتون و کناره‌گیری او از این سمت در سال ۱۷۹۳ شد.

### کنگره ویرجینیا
به روشنی می‌نوشت هر چند سخنران خوبی نبود اما در کنگره ویرجینیا از قلم به جای زبان برای بیان باورهای خود استفاده می‌کرد. او در ۳۳ سالگی اعلامیه استقلال آمریکا را طرح‌ریزی کرد. در سال‌های بعد تلاش او بر این بود که نظراتش را به واقعیت بدل کند. مهم‌ترین کار وی در این سال‌ها نوشتن لایحه آزادی مذهبی برای ایالت ویرجینیا بود که در ۱۷۸۶ تصویب شد. در زمان بروز اختلافات سیاسی در میان دولتمردان و دو حزب اصلی حزب دموکرات-جمهوری‌خواه و حزب فدرالیست، جفرسون رهبری جمهوری‌خواهان همدل با آرمان‌های انقلاب فرانسه را برعهده گرفت. توماس جفرسون مخالف فدرالیسم و دولت مرکزی مقتدر و مدافع حقوق ایالت‌ها بود. در اوج درگیری‌های حزبی توماس جفرسون در یک نامه محرمانه نوشت:
«من در حضور خدای سوگند خورده‌ام که دشمن همیشگی هرگونه خودکامگی در اندیشه بشر باشم».

### معاون رئیس‌جمهور
جفرسون با وجود عدم تمایل برای انتخابات ریاست جمهوری سال ۱۷۹۶ آمریکا نامزد شد. جان آدامز پیروز این انتخابات شد ولی جفرسون توانست برای معاونت ریاست‌جمهوری، رای کافی کسب کند. در آن زمان به دلیل نقصی که در قانون اساسی وجود داشت با وجود آنکه رقیب انتخاباتی جان آدامز بود، به عنوان معاون رئیس‌جمهور برگزیده شد.

### ریاست‌جمهوری
نقص موجود در قانون اساسی آمریکا در سال ۱۸۰۰ باعث ایجاد مشکل جدی‌تری شد. درحالی‌که جمهوری‌خواهان سعی داشتند رئیس‌جمهور و معاون او هر دو از حزب خودشان باشند جفرسون و آرون بر رای برابری برای رسیدن به مقام رئیس‌جمهور داشتند. در آن زمان بر اساس قانون اساسی، مجلس نمایندگان ایالات متحده آمریکا مسئول رسیدگی و حل این مشکل بود. با وجود اختلافات گذشته، الکساندر همیلتون با جفرسون، از انتخاب جفرسون پشتیبانی کرد و بدین ترتیب توماس جفرسون به عنوان سومین رئیس‌جمهوری آمریکا برگزیده شد.
جفرسون نخستین رئیس‌جمهور ایالات متحده آمریکا است که مراسم تحلیف ریاست‌جمهوری خود را در شهر واشینگتن، دی.سی. به جا آورد. جفرسون علایق و مهارت‌هایی متفاوت در زمینه‌های مختلف از امور آموزشی گرفته تا معماری و موسیقی داشت. جفرسون در حالی دور دوم ریاست جمهوری خود را در سال ۱۸۰۹ به پایان رساند که تلاش کرده بود کشورش را از درگیر شدن در جنگ‌های ناپلئون در اروپا برحذر دارد. مهم‌ترین وقایع در طول ریاست جمهوری وی خرید ایالت لوئیزیانا در ۱۸۰۳ و سفر اکتشافی لوئیس و کلارک (۱۸۰۶–۱۸۰۴) هستند.
از دیگر اقدامات او در دوران ریاست‌جمهوری می‌توان به کاهش هزینه‌های ارتش و نیروی دریایی، کاهش بودجه، کاهش مالیات بر ویسکی، کاهش بدهی‌های کشور تا یک سوم و سرکوب دزدان دریایی مزاحم کشتی‌های آمریکایی در دریای مدیترانه بودند. با اینکه در قانون اساسی آمریکا تبصره‌ای در مورد تملک اراضی جدید پیش‌بینی نشده بود، جفرسون در ۱۸۰۳ اقدام به خرید ایالت لوئیزیانا از ناپلئون بناپارت کرد.

توماس جفرسون به همراه مارتین ون بیورن تنها کسانی هستند که توانسته‌اند به عنوان دبیر دولت آمریکا، معاون رئیس‌جمهور ایالات متحده آمریکا و رئیس‌جمهور آمریکا خدمت کنند. 

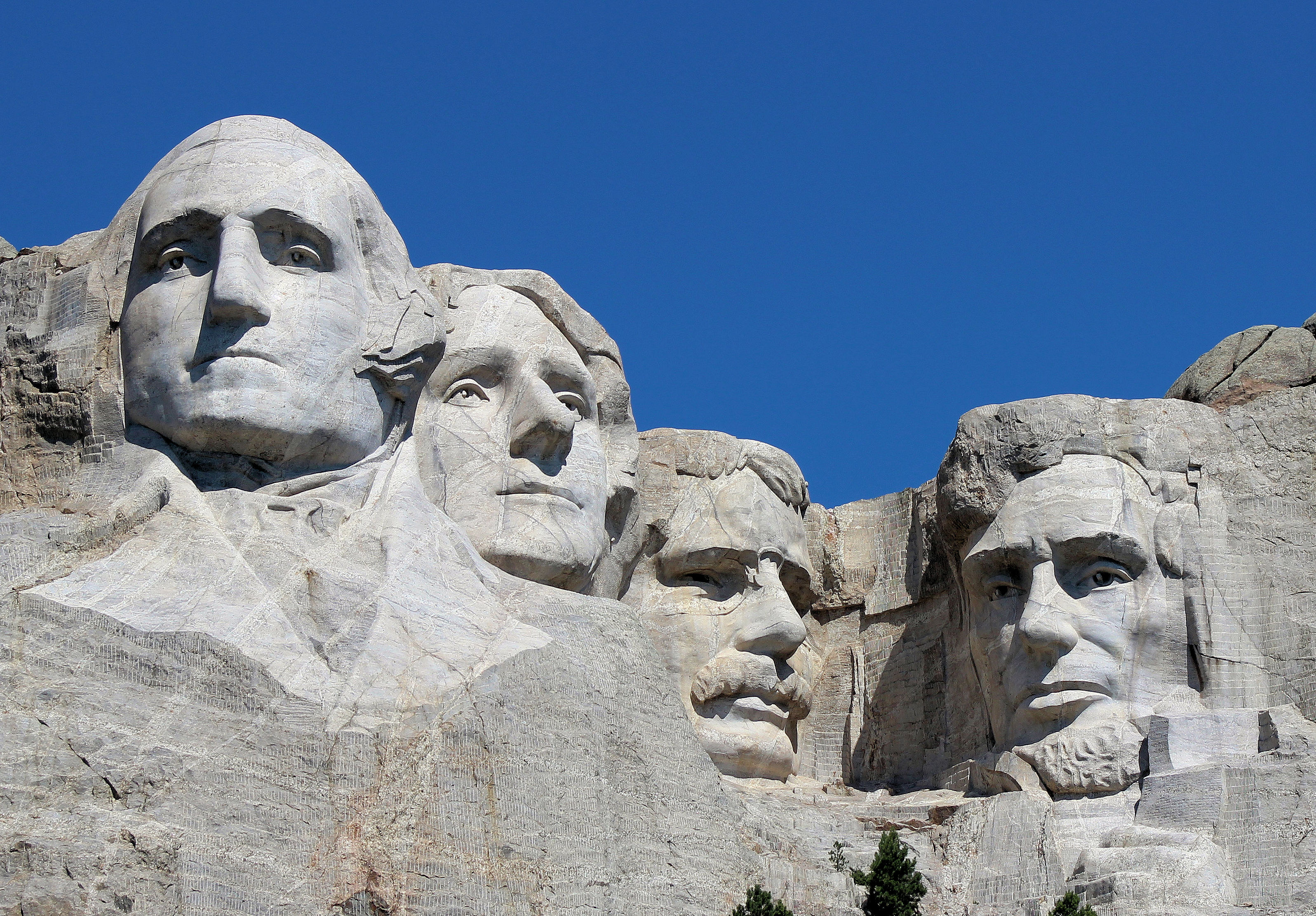
چهره توماس جفرسون (دوم از چپ) بر روی کوه راشمور در داکوتای جنوبی

## باورها

### سیاسی
جفرسون به عنوان یک سیاست‌مدار فیلسوف حامی روشنگری بود و بسیاری از رهبران روشن‌فکر در بریتانیا و فرانسه را می‌شناخت. وی کشاورزان مستقل را که در زمین خود کشت می‌کنند، به صورت نمونه ایده‌آلی برای ارزش‌های جمهوری‌خواهی می‌دید و معتقد بود که خط مشی سیاسی دولت باید به سودش باشد. وی به شهرها و سرمایه‌گذاران بی‌اعتماد، و طرفدار حقوق ملت و یک دولت فدرال به شدت محدود شده بود. دموکراسی جفرسونی به نام وی نامگذاری شده است. او همچنین به همراه جیمز مدیسون پایه‌گذار حزب دموکرات-جمهوری‌خواه است که به مدت ۲۵ سال سیاست‌های آمریکا را قبضه کرده بود. به علاوه، جفرسون فرماندار ایالت ویرجینیا (۱۷۷۹–۱۷۸۱) در زمان جنگ، نخستین دبیر دولت آمریکا (۱۷۸۹–۱۷۹۳) و دومین معاون رئیس‌جمهور ایالات متحده آمریکا (۱۷۹۷–۱۸۰۱) بود.

### دادارباوری
توماس جفرسون همانند دیگر بنیان‌گذاران آمریکا یک دادارباور بود که خرد را برتر از وحی انگاشته و دکترین‌های سنتی مسیحیت، از جمله تولد عیسی از دختری باکره، گناه نخستین و رستاخیز مسیح را مردود و غیرمنطقی می‌پنداشت. او در عین اینکه به تفکرات ارتدکس مسیحیت باور نداشت، مردی معتقد به اخلاقیات و معنویات بود.

جفرسون تحت تأثیر جوزف پریستلی، شیمیدان و فیلسوف بریتانیایی، بخشی از نبوغ شگفت‌انگیز و بی همتای خود را صرف شناخت ویژگی‌های شخصیتی تاریخی مسیحیت و عیسای ناصریه کرد. جفرسون معتقد بود که پیام عیسی توسط یکی از حواریونش به نام «پولس» به همراه چهار نویسنده انجیل عهد جدید و اصلاح‌گران پروتستان، به ورطه فساد و تباهی کشانده شده است. بر اثر این نگرش، هنگامی که رئیس‌جمهور آمریکا بود، تیغی برداشته و به جان انجیل افتاد و قسمت‌هایی را که اشاره به معجزه و موارد ماوراءالطبیعه داشت از انجیل بُرید و به زباله‌دان انداخت و تنها بخش‌هایی را دست نخورده گذاشت که به تمثیل و مسائل اخلاقی مربوط بود. حاصل و برآمد این کار، نوشتاری شد با فرنام «فلسفه عیسای ناصریه» و تأکیدی بر باور جفرسون که عیسی نه ملکوتی بود و نه الهی، بلکه آموزگاری بود برای عقل سلیم که تلاش خود را بر اخلاقیات متمرکز کرده بود. بعدها، بر پایه انجیل‌های یونانی، لاتین، فرانسوی و انگلیسی، پژوهشی را به ثمر رساند با فرنام «زندگی و اصول اخلاقی عیسی» که به انجیل جفرسون شناخته می‌شود. او به یکی از دوستانش گفته بود: «من یک مسیحی واقعی هستم که پیرو دکترین‌های اخلاقی عیسی است.» برای جفرسون، معجزه، پوچ و بی‌معنی بود. او، پیام‌های اخلاقی عیسی را مرکز ثقل باورهای خود قرار داده بود…
| |  |  |
| بنای یادبود جفرسون در واشینگتن، دی.سی. (راست) مجسمه جفرسون به همراه مقدمه اعلامیه استقلال ایالات متحده آمریکا (چپ) |  |  |

### جدایی دین از سیاست

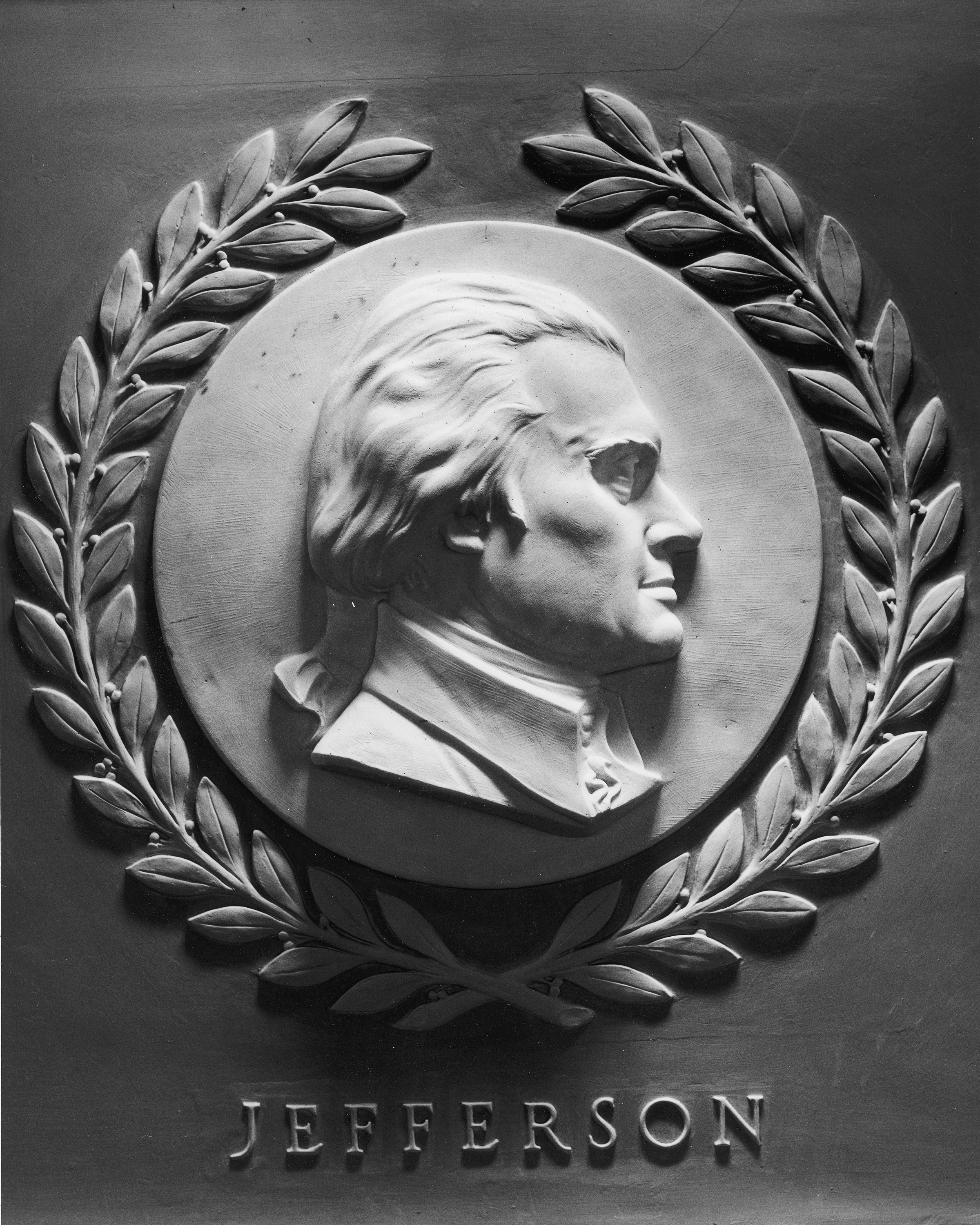
نقش‌برجسته ای از توماس جفرسون در مجلس نمایندگان ایالات متحده آمریکا برای گرامیداشت یاد او به عنوان یکی از ۲۳ شخصیت برجستهٔ جهان در امر قانونگذاری در سرتاسر تاریخ.

وی حامی جدایی دین از سیاست و نویسنده قانون آزادی ادیان ویرجینیا بود. از دید جفرسون، جدایی دین از سیاست، راهی برای محو مذهب نبود. بلکه این کار، ضامن حفظ حقوق تمامی مذاهب در جامعه بود. او میان داشتن اندیشه مذهبی و اعتقاد به سکولاریسم تضادی نمی‌دید. او تلاش خود برای وارد کردن جدایی دین از نهاد دولت در قانون اساسی ایالات متحده آمریکا و اجرایی کردن آن در ویرجینیا از سال ۱۷۸۶ را یکی از سه کار عظیم در همه عمر خود می‌خواند.

## سال‌های آخر
جفرسون در مانتیسلو بازنشسته شد تا بتواند زمان بیشتری برای فکر کردن دربارهٔ طرح‌های بزرگ خود برای دانشگاه ویرجینیا داشته باشد. یک اشراف‌زاده فرانسوی بیان داشت که «او خانه و اندیشه‌اش را در بلندی قرار داده است که از آنجا می‌تواند جهان را با دید دیگری ببیند».

## درگذشت
توماس جفرسون در چهارم ژوئیه ۱۸۲۶، درست ۵۰ سال پس از امضای اعلامیه استقلال ایالات متحده آمریکا -که خود از پایه‌گذاران این اعلامیه بود- در شهر مانتیسلو ایالت ویرجینیا در سن ۸۳ سالگی درگذشت.
او وصیت کرده بود که بر روی سنگ مزارش بنویسند: «بنیان‌گذار قانون آزادی مذهب و جدایی مذهب از حکومت و همچنین بنیان‌گذار دانشگاه ویرجینیا.»

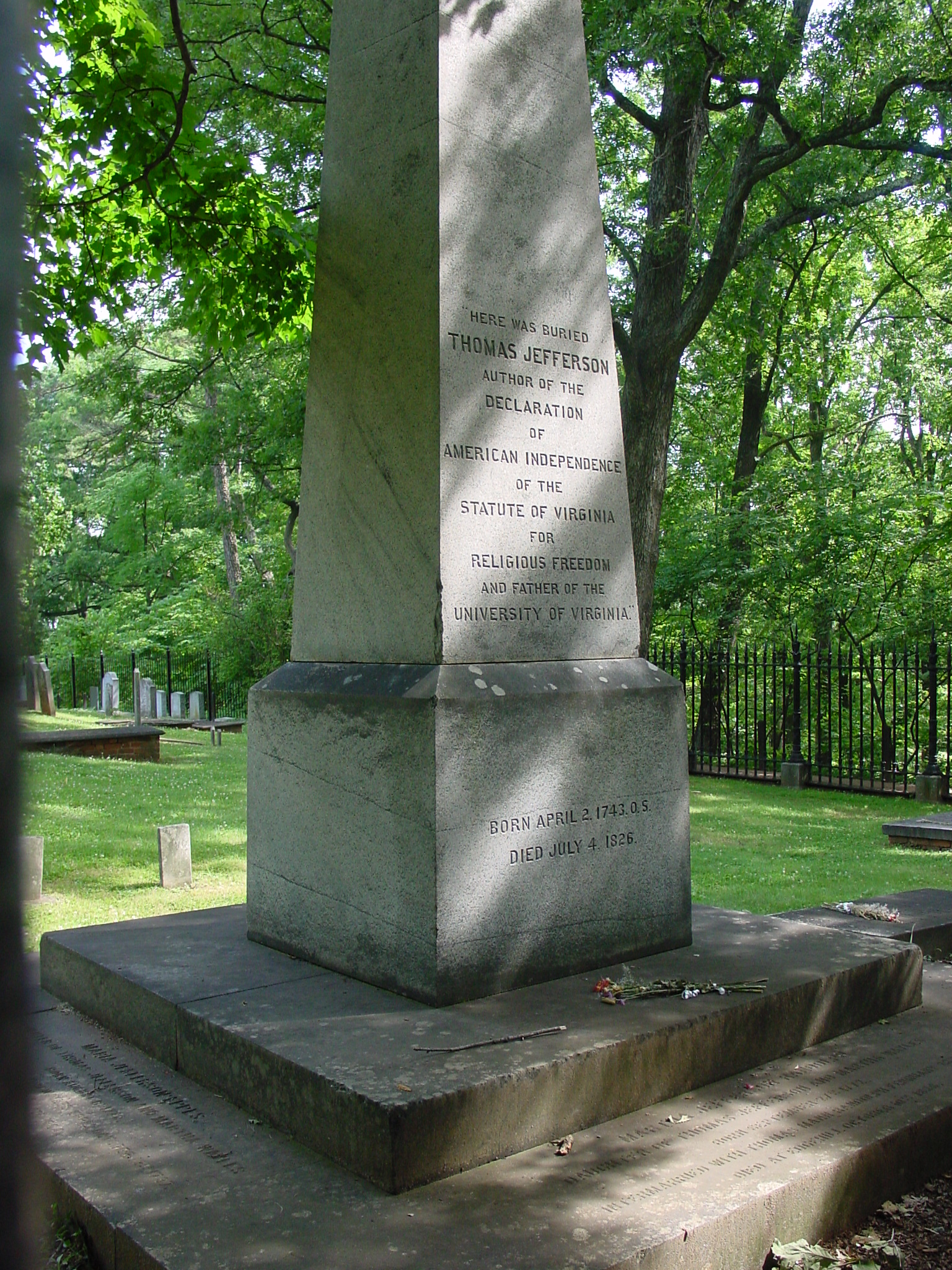
آرامگاه جفرسون در مانتیسلو در ویرجینیا

## ایران

### الهام‌گیری از کوروش
توماس جفرسون، به عنوان یکی از بزرگ‌ترین چهره‌های عصر روشنگری آمریکا، تابع سنت فیلسوفان سیاسی سرشناس زمانه خود مانند توماس هابز و نیکولو ماکیاولی بود که با تنظیم اندیشه‌های خود بنابر دیدگاه فیلسوفان شاخص یونان باستان و روم باستان، تلاش می‌کردند پایه‌های ساختن نظام حقوقی و دولتی نوینی برپا کنند. رواداری مذهبی و عدم تحمیل دین رسمی توسط کوروش هخامنشی که در کوروش‌نامه توضیح داده شده الگویی برای برقراری سکولاریسم از دید جفرسون بود. جفرسون باور داشت که اگر کوروش موفق شده در جهان باستان با آن همه توحش و وجود فرقه‌های بدوی دینی که در نزاعی بی‌پایان با یکدیگر بودند، بی‌طرفی حکومت را در مقیاسی به گستردگی امپراتوری هخامنشی تضمین کند، امکان تکرار این کار در جهان مدرن نیز وجود دارد. از سوی دیگر در آغاز شکل‌گیری کشوری به نام «آمریکا» چون پایه‌های قانون اساسی آن هنوز به درستی تعریف و آزمایش نشده بودند ترس از تمرکز قدرت در دست شخص رئیس‌جمهور و تبدیل او به قدرتی مطلقه و برقراری حکومتی خودکامه وجود داشت. از این رو بنیانگذاران آمریکا با احتیاط بسیار به بحث پیرامون حیطه اختیارات و نحوه حکمرانی شخص رئیس‌جمهور می‌پرداختند. در این میان، تعریفی که گزنفون از صفات اخلاقی و عملکرد کوروش در کوروش‌نامه ارائه می‌داد، راهنمای خوبی برای آنان بود.
توماس جفرسون در سال ۱۸۲۰ در نامه‌ای به نوه خود «فرانسیس اپس» می‌نویسد: «به تو توصیه می‌کنم به‌طور منظم به درس‌آموزی از تاریخ و ادبیات در هر دو زبان [یونانی و لاتین] بپردازی. در یونانی اول از همه با «کوروش‌نامه» شروع کن». کوروش‌نامه یا «در باب پرورش کوروش» اثر کسنوفون، تاریخ‌نگار یونانی سده پنجم پیش از میلاد است که در آن به شرح زندگی کوروش دوم، بنیان‌گذار شاهنشاهی هخامنشی می‌پردازد.
او در سال ۱۷۸۷ در نامه‌ای به دوست ایتالیایی خود «فیلیپ مازی» درخواست ترجمه‌ای تازه از کوروش‌نامه را به زبان ایتالیایی می‌کند. وجود دست‌کم چهار چاپ مختلف از کوروش‌نامه در کتابخانه شخصی جفرسون ثابت شده است. جفرسون در یکی از آن‌ها با خط خود، ترجمه دو نسخه از کتاب را مقایسه کرده است.